# Сноуборд на Азиатских играх
Соревнования по сноуборду проводились на зимних Азиатских играх трижды — в 2003 для мужчин, в 2007 и 2017 годах для мужчин и женщин.

## Виды соревнований
|                       |   |   |   |   |  |  |  |  |  |
| Мужчины хафпайп       | X | X | X | 3 |  |  |  |  |  |
| Мужчины слалом        | X |   | X | 2 |  |  |  |  |  |
| Мужчины слалом-гигант | X |   | X | 2 |  |  |  |  |  |
|                       |   |   |   |   |  |  |  |  |  |
| Женщины хафпайп       | d | X | X | 2 |  |  |  |  |  |
| Женщины слалом        | d |   | X | 1 |  |  |  |  |  |
| Женщины слалом-гигант | d |   | X | 1 |  |  |  |  |  |
|                       |   |   |   |   |  |  |  |  |  |
| Всего                 | 3 | 2 | 6 |   |  |  |  |  |  |

«d» — на зимних Азиатских играх 2003 женский сноуборд был представлен как демонстрационный вид спорта

## Призёры соревнований

### Мужчины

#### Хафпайп
| Год  | Золото                    | Серебро                        | Бронза                         |
| ---- | ------------------------- | ------------------------------ | ------------------------------ |
| 2003 | Япония · Daisuke Murakami | Япония · Takaharu Nakai        | Республика Корея · Han Jin-bae |
| 2007 | Япония · Kazuhiro Kokubo  | Китай · Shi Wancheng           | Япония · Daisuke Murakami      |
| 2017 | Китай · Чжан Ивэй         | Республика Корея · Квон Ли-чон | Япония · Аюму Нэдэфудзи        |

#### Слалом
| Год  | Золото                        | Серебро                         | Бронза                            |
| ---- | ----------------------------- | ------------------------------- | --------------------------------- |
| 2003 | Япония · Kohei Kawaguchi      | Республика Корея · Ji Myung-kon | Япония · Kentaro Tsuruoka         |
| 2017 | Республика Корея · Ли Санг-Хо | Япония · Юя Судзуки             | Республика Корея · Ким Санг-Кайум |

#### Слалом-гигант
| Год  | Золото                        | Серебро                        | Бронза                    |
| ---- | ----------------------------- | ------------------------------ | ------------------------- |
| 2003 | Япония · Kohei Kawaguchi      | Япония · Teruumi Fujimoto      | Япония · Kentaro Tsuruoka |
| 2017 | Республика Корея · Ли Санг-Хо | Республика Корея · Чхве Бо-гон | Япония · Синносукэ Камино |

### Женщины

#### Хафпайп
| Год                                | Золото                 | Серебро               | Бронза                    |
| ---------------------------------- | ---------------------- | --------------------- | ------------------------- |
| 2003 (демонстрационный вид спорта) | Япония · Soko Yamaoka  | Япония · Maho Yoshimi | Япония · Chiyoko Iwabuchi |
| 2007                               | Япония · Сихо Накасима | Япония · Soko Yamaoka | Китай · Лю Цзяюй          |
| 2017                               | Китай · Лю Цзяюй       | Китай · Цай Сюэтун    | Япония · Куруми Имаи      |

#### Слалом
| Год                                | Золото              | Серебро               | Бронза                       |
| ---------------------------------- | ------------------- | --------------------- | ---------------------------- |
| 2003 (демонстрационный вид спорта) | Япония · Ran Iida   | Япония · Eri Yanetani | Япония · Tomoka Takeuchi     |
| 2017                               | Китай · Цзан Жусинь | Япония · Эри Янетани  | Республика Корея · Син Да Хэ |

#### Слалом-гигант
| Год                                | Золото               | Серебро                  | Бронза                |
| ---------------------------------- | -------------------- | ------------------------ | --------------------- |
| 2003 (демонстрационный вид спорта) | Япония · Ran Iida    | Япония · Tomoka Takeuchi | Япония · Eri Yanetani |
| 2017                               | Япония · Эри Янетани | Китай · Цзан Жусинь      | Китай · Гон Найин     |

## Медальный зачёт
суммарно медали для страны во всех видах соревнований
| Место          | Страна           | Золото | Серебро | Бронза | Всего |
| -------------- | ---------------- | ------ | ------- | ------ | ----- |
| 1              | Япония           | 6      | 5       | 6      | 17    |
| 2              | Китай            | 3      | 3       | 2      | 8     |
| 3              | Республика Корея | 2      | 3       | 3      | 8     |
| Всего стран: 3 | Всего стран: 3   | 11     | 11      | 11     | 33    |